# شهرستان موسالسکی
شهرستان موسالسکی (به لاتین: Mosalsky District) یک شهرستان در روسیه است که در استان کالوگا واقع شده‌است.